# Iefte
(Lettera agli Ebrei (11, 32-34), quando elenca gli uomini di fede dell'antichità - Bibbia CEI ediz. 2008)
Iefte (talvolta Jefte, o Jephta; dall'ebraico יפתח Yiftach) è un personaggio biblico della tribù di Manasse menzionato nel Libro dei Giudici, che servì come giudice di Israele per un periodo di sei anni (Giudici 12,7) e liberò gli Israeliti dall'oppressione degli Ammoniti, che da 18 anni li sottoponevano a continue scorrerie e rivendicavano il possesso dei territori transgiordani, il Galaad.
Prima di intraprendere la guerra, Iefte pronunciò a Dio il voto che gli avrebbe immolato il primo che fosse uscito a venirgli incontro («... e io l'offrirò in olocausto"».(Giudici 11,30-31). Al suo ritorno vincitore la prima che gli si fece incontro fu la sua unica figlia. La Bibbia riporta semplicemente che «egli fece di lei secondo il voto che aveva fatto» (Giudici 12,40); alcuni hanno interpretato questo passo nel senso che la figlia di Iefte sia stata immolata da Iefte, mentre altri studiosi interpretano diversamente questo passo, e sostengono che, in realtà, sia stata dedicata al servizio di Dio in un tempio.

## Il racconto biblico
(Giudici 10,6 - Nuova Diodati)
Iefte fu giudice nella regione montuosa a est del Giordano, il Galaad. In quel tempo gli Israeliti stavano tornando alla vecchia fede dopo un periodo di adorazione di altre divinità come Baal, Astarte e altre.
Il racconto biblico narra che Iefte era figlio di una donna che era stata una prostituta, venne allontanato dai fratellastri, che non volevano potesse pretendere parte dell'eredità paterna. Iefte si trasferì nella regione di Galaad nel comprensorio di Tob, dove raccolse attorno a sé una banda di avventurieri e mercenari, dediti a scorrerie, diventando così esperto nell'arte della guerra.

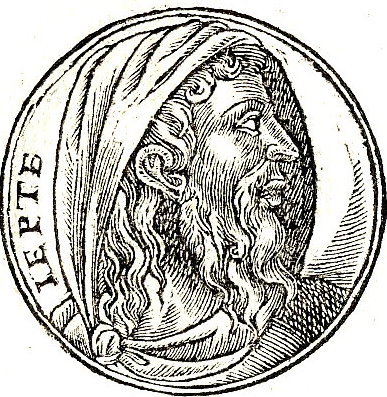
Iefte, raffigurato nel Promptuarii Iconum Insigniorum di Guillaume Rouillé

Gli abitanti della regione erano in quel tempo obiettivo delle scorribande di predoni Ammoniti, che con i loro continui furti di bestiame perpetuati da oltre 18 anni, causava loro gravi perdite economiche. Gli Israeliti chiesero a Dio di essere liberati degli Ammoniti, che stavano radunando il loro esercito nel Galaad. Gli anziani di Israele contattarono Jefte ed ottennero che prendesse lui il comando delle operazioni militari, promettendo di tenerlo come giudice anche nel seguito.
Iefte cercò in un primo momento la mediazione, inviando un messaggero al re di Ammon per denunciare le loro scorribande nei territori di Galaad. In tutta risposta questì accampò una scusa provocatoria, rispondendo che gli Ammoniti erano autorizzati a fare razzie perché le terre che ora occupava Israele erano in effetti state sottratte agli stessi Ammoniti. Iefte fece notare che quella tesi non corrispondeva a verità perché quel territorio era stato tolto agli Amorrei grazie all'aiuto di IHWH (Numeri 21, 21-31; Deuteronomio 2,24-37). Era, inoltre, molto strano che per 300 anni a Israele non era stata contestata nessun'occupazione abusiva, e che lo si facesse solo ora (Giudici 11,19-27).
Iefte aveva ormai capito che la guerra con gli Ammoniti era inevitabile, ma ebbe fiducia che Dio non avrebbe revocato il dono di quelle terre fatto a Israele trecento anni prima. Chiese, inoltre, a Dio la sua guida per combattere quel popolo senza scrupoli, pronunciando un voto. In cambio della vittoria su quel popolo pagano, vittoria che secondo Iefte in tutti i casi sarebbe stata attribuita solo e unicamente al Dio di Israele, lui era disposto a "sacrificare" il primo e chiunque gli fosse venuto incontro al suo ritorno dalla battaglia.
La battaglia contro gli Ammoniti si risolse con una loro schiacciante sconfitta, per cui Iefte, quando tornò a casa, mantenne la promessa votiva fatta a Dio. La narrazione biblica di tale guerra riporta però gli Ammoniti invece dei Moabiti e, come osservano gli esegeti della Bibbia di Gerusalemme, "questo riassunto della storia di Iefte è una composizione secondaria che utilizza Nm20-21 e Dt2, e che confonde gli Ammoniti con i Moabiti; il territorio conquistato da Israele (vv 13.26) era appartenuto a Moab"; anche gli studiosi della Bibbia Edizioni Paoline ritengono che "nel riassunto della storia di Iefte vengono confusi gli Ammoniti con i Moabiti nel quadro delle tradizioni riportate in Nm20-21 e Dt2". Chemosh, tuttavia, non era un dio esclusivamente dei moabiti e testimonianze del suo culto sono state trovate negli scavi di Ebla, di Ugarit e di una città neo-assira. Ammon, quindi, era circondato da popoli che veneravano Chemosh. Nel 1906 gli studiosi della Jewish Encyclopedia, pur non essendo ancora stati effettuati questi scavi, avevano ipotizzato che Moloch e Chemosh potessero essere la stessa divinità, scelta anche dagli Ammoniti come divinità suprema e perciò da loro normalmente indicata con l'epiteto "re". Anche i Moabiti nella stele di Mesha indicavano indifferentemente il loro dio Chemosh con il titolo di "Baal" (="signore"). Il racconto appare quindi corretto, poiché sia Chemosh che Moloch si svilupparono, in contesti e ambienti differenti, dalla stessa divinità primitiva, e possedettero molti degli stessi epiteti.

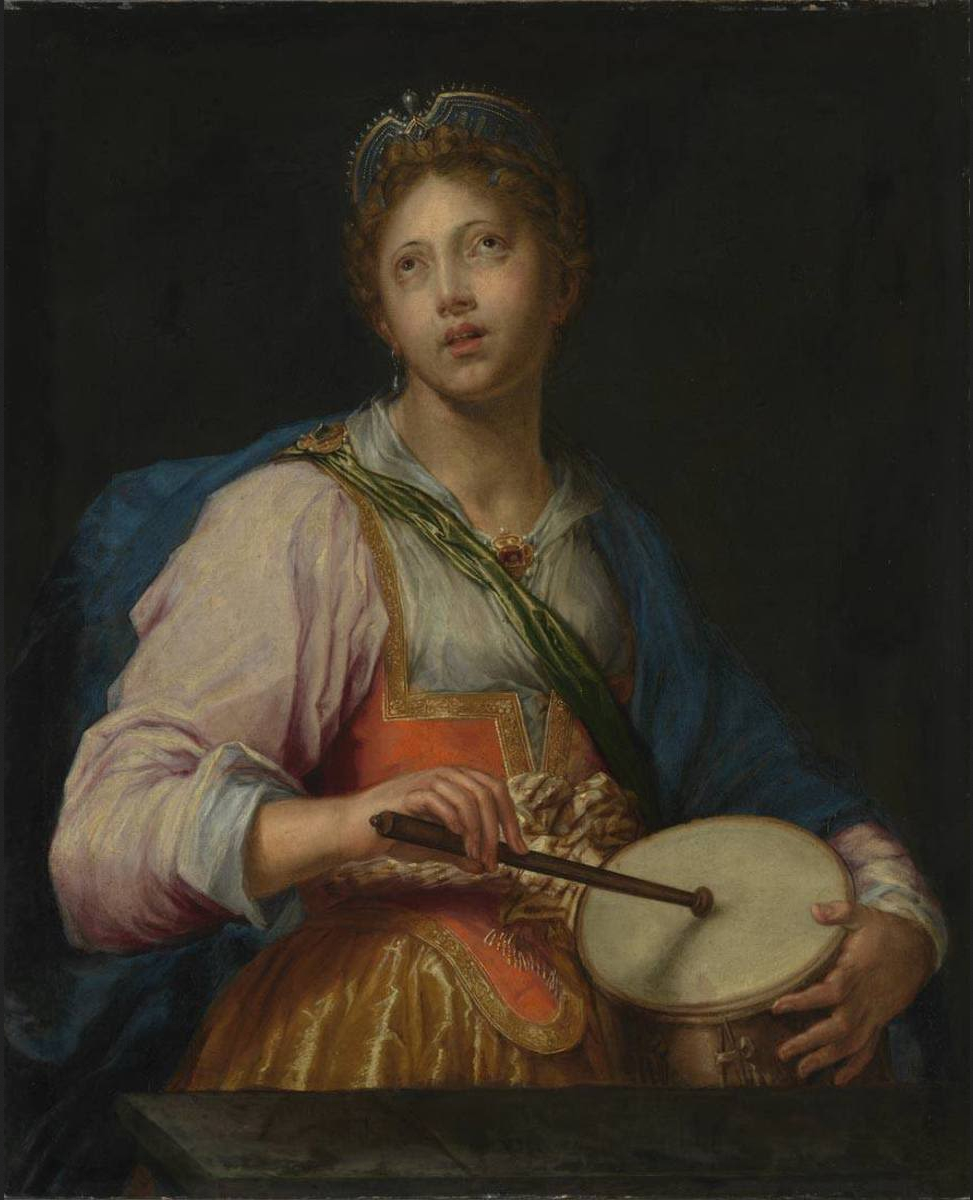
La figlia di Iefte di Pieter de Witte

Secondo il racconto di Giudici, dopo questi avvenimenti, il giudice Iefte incontrò l'opposizione degli Efraimiti, israeliti anch'essi, che accamparono la scusa e la falsa accusa di non essere stati chiamati per unirsi agli abitanti di Galaad nella guerra contro gli Ammoniti. Una menzogna, Iefte infatti aveva rivolto anche alla tribù di Efraim quell'invito. Ne conseguì una disputa e quindi una guerra, con il risultato che gli Efraimiti furono sconfitti da Iefte in due riprese, l'ultima con la sconfitta e l'annientamento di 42.000 Efraimiti.

## Il personaggio nella Bibbia
Nel Primo libro di Samuele Iefte è assimilato a Gedeone, Barak e Samuele, definiti "liberatori" di Israele, mandati da Dio (Primo Libro di Samuele 12,11). Anche nella Lettera agli Ebrei Iefte viene annoverato nel «...folto nuvolo di testimoni»  fedeli dell'antichità (versetti 11,32 e 12,1). Questi testimoni, esemplari nella fede, non lo furono sempre dal punto di vista morale. L'attenzione con cui la Bibbia sottolinea le loro mancanze, anche quando esse sono irrilevanti per il seguito della narrazione rispecchia la teologia deuteronomistaː il popolo di Israele può essere salvato soltanto da IHWH, i condottieri che operano di fatto questa salvezza sono solo strumenti nella mano di Dio.
Nel caso di Iefte, perciò, non vengono taciute né le umili origini, né il comportamento da avventuriero in gioventù, né la ferocia con cui furono trucidati 42000 efraimiti. Solo quando opera come liberatore chiamato da Dio per salvare Israele egli cerca di operare pacificamente.

## Il voto di Iefte, sacrificio o dedicazione a Dio?

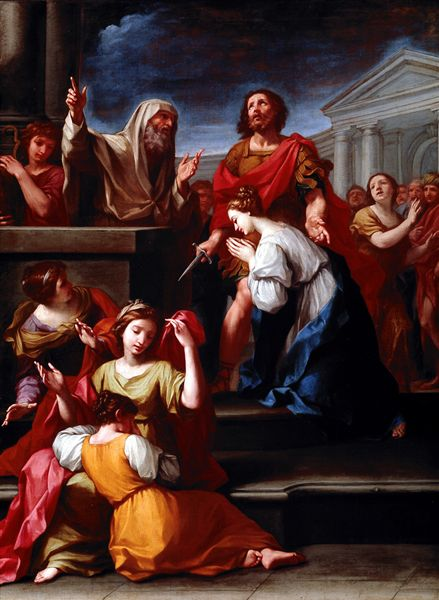
Rappresentazione del sacrificio cruento della figlia di Jefté in un'opera di Dionigi Gerolamo Donnini - Fondazione Pietro Manodori

Biblisti, apologeti e accademici, danno interpretazioni controverse al termine "olocausto", conseguente al voto fatto dal giudice Iefte, controversia quindi sulla reale sorte toccata a sua figlia. Gli studiosi sono quindi divisi tra chi sostiene che l'episodio vada interpretato in maniera letterale, e che di conseguenza ci fu un reale sacrificio umano, e chi sostiene che il "sacrificio" rappresentasse in realtà qualcos'altro, nello specifico un voto di dedicazione permanente della figlia di Iefte al servizio del tabernacolo.

### Il voto: un sacrificio umano?
Il termine "olocausto" è inteso da alcuni in senso letterale, un vero e proprio sacrificio umano, per cui la figlia di Iefte, secondo questi studiosi, sarebbe stata uccisa e quindi sacrificata al Dio biblico alla stessa maniera di come venivano sacrificati gli animali, ovvero per scannamento, essendo tale pratica già ampiamente diffusa tra le popolazioni cananee e in seguito anche adottata dagli israeliti. Sostengono, quindi, che non ci sarebbero ragioni di peso per interpretare il termine "olocausto" in maniera simbolica e che tale scelta sia stata operata dalla tradizione cristiana per edulcorare un racconto altrimenti troppo scioccante e cruento.

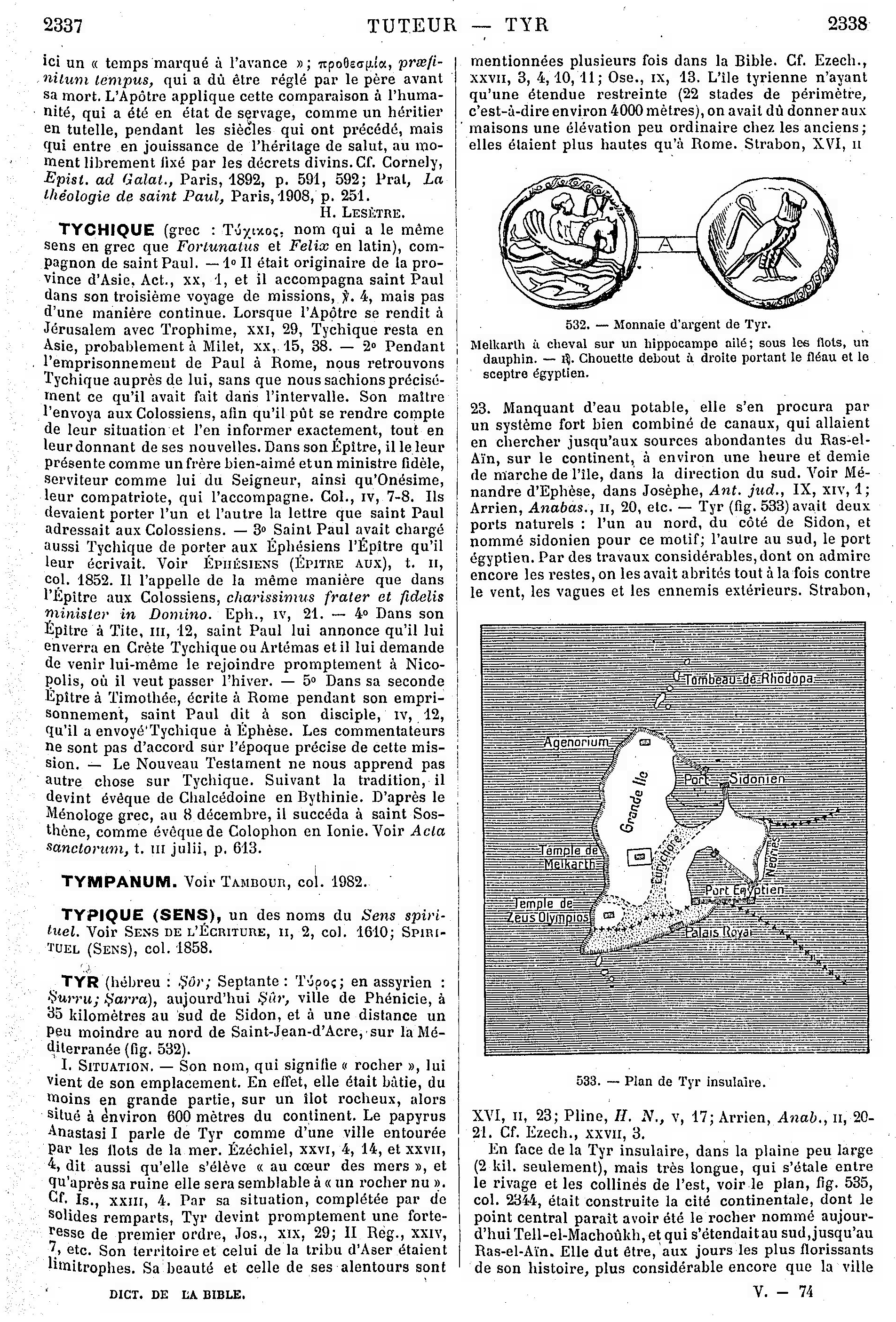
Una pagina del Dictionnaire de la Bible di Fulcran Vigouroux

Ad esempio, nel "Nuovo Grande Commentario Biblico" si afferma che Iefte "costringe la sua unica figlia a sottostare ad un voto che non aveva nessuna ragione di essere, e la sacrifica, non fermato neanche da un messaggero divino per proporgli una vittima sostitutiva (cf. invece Gen 22 [Vedi: "Sacrificio di Isacco"]) [...] La figlia di Iefte muore senza figli e lascia la casa del padre senza eredi. Il suo tempo di lamento (o lei stessa) divenne una tradizione e un modello per le donne israelite"; anche la Bibbia di Gerusalemme concorda e annota che "non bisogna attenuarne il senso: Iefte immola sua figlia (versetto 39 [Giudici11,39]) per non mancare al voto che ha fatto (versetto 31). Il commento della Bibbia Edizioni Paoline rileva inoltre come "una volta pronunciato, il voto doveva essere mantenuto ad ogni costo. I sacrifici erano praticati sin dai tempi antichi dai Semiti ed anche dagli Ebrei, cf Gn22,1-19: 2Re16,3; 17,17. [...] Iefte si comporta come un uomo del suo tempo" ma in seguito "combattuta dai profeti, questa pratica aberrante fu proibita dalla legge"; tali studiosi - in merito al sopracitato versetto 39 (Giudici11,39): "Alla fine dei due mesi tornò dal padre ed egli fece di lei quello che aveva promesso con voto." - sottolineano ancora: "Versetto molto delicato. L'orrore del fatto è coperto sotto la riserva delle parole". Anche lo storico e biblista Bart Ehrman - nell'osservare anch'egli come quello della figlia fosse un reale sacrificio umano - rileva che "nella Bibbia vi sono altri casi di sacrifici umani, ma sono sempre, esplicitamente o no, condannati. [...] Se viene proibita, evidentemente questa pratica era diffusa tra gli Israeliti: non vi è infatti motivo di vietare qualcosa che nessuno fa". Anche la The Catholic Encyclopedia sostiene lo stesso punto di vista, giudicando quel periodo in cui avvennero gli avvenimenti raccontati nel libro biblico di Giudici, un periodo in cui non esisteva alcuna etica di comportamento, una condizione "eticamente barbara" e trasgressiva, un clima in cui quindi, il sacrificio umano da parte degli abitanti di Galaad era credibile e praticabile.

### Il voto di dedicazione della figlia di Iefte simile a quello dei netinei
Anche se generalmente l'interpretazione della prima tradizione cristiana ed ebrea è stata che la figlia di Iefte sia stata sacrificata a Dio, alcuni scioccati dall'idea hanno ipotizzato che il voto di Iefte non dovesse essere interpretato in modo così letterale. Il voto di Iefte, ad avviso di alcuni studiosi e biblisti, non fu cruento e non ci fu alcuna uccisione, piuttosto fu un voto di dedicazione promosso da Iefte per sua figlia al servizio di Dio, l'appartenenza a una categoria di persone che ricorda i netinei. Un moderno commentatore biblico, Samuel Landers, sostiene infatti (in Did Jephthah Kill his Daughter di Biblical Archeology Review), che tutte le evidenze bibliche dimostrano che la figlia di Iefte non fu materialmente sacrificata in un olocausto a Dio, bensì fu a Lui dedicata con un voto che prevedeva il nubilato come quello dei netinei. I "netinei" (in ebraico: הַנְּתִינִים, "i dati") era il nome dato agli assistenti del Tempio dell'antica Gerusalemme o nel Tabernacolo dell'epoca pre-monarchica. Il termine è applicato in forma verbale ai Gabaoniti nel libro biblico di Giosuè. Il sostantivo si trova invece 19 volte nel testo masoretico della Bibbia ebraica, una volta in 1 Cronache 9, poi in Esdra e Neemia, e sempre al plurale (Esdra 2:43,70,. 7:07, 24 , 08:17, 20; Ne 3:26; 07:46, 60, 73; 10:29). I Lessici biblici sono concordi nell'affermare che "Netinei" deriva dalla radice semitica NTN, "dare".. Quindi negli anni della sua dedicazione, secondo questo punto di vista, la vergine figlia di Iefte servì presso un santuario a Dio come assistente ed aiutante, così come facevano proprio i netinei. 
Il biblista e teologo Ethelbert William Bullinger in una sua pubblicazione che analizzava «...il gran nuvolo di testimoni...» di Ebrei capitolo 11 ammette che Iefte era un uomo non solo di grande fede, ma versato nella legge di Dio, lo dimostra il suo messaggio al re ammonita, per cui conosceva esattamente che cosa Dio gradiva e che cosa aborriva nell'adorazione che lo riguardava. Di conseguenza, non avrebbe mai praticato qualcosa che Dio aveva espressamente condannato e proibito nella Legge mosaica, all'epoca già in vigore. Bullinger infatti afferma: «Che avrebbe sacrificato sua figlia, e che Dio non avrebbe riprovato con una sola parola di disapprovazione un sacrificio umano è una teoria incredibile ed inaccettabile. E solo una umana interpretazione, su cui i Teologi hanno differito in tutte le età, e la quale non è mai stata raggiunta con un esame accurato del testo», esame che, secondo Bullinger, sarebbe stato fatto dal filosofo, grammatico e commentatore biblico ebreo Rabbi David Kimhi Radak nell'esaminare e tradurre il termine "voto".
In questa analisi Bullinger conclude: «Possiamo concludere dall'intero volume delle Scritture, come pure dai Salmi 106:35-38, Isaia 57:5 ecc. che il sacrificio umano era un'abominazione agli occhi di Dio; e non possiamo immaginare che Dio l'avrebbe accettato, o che Iefte avrebbe offerto, sangue umano. Sostenere questa idea è una diffamazione su Jehovah come pure su Iefte».
Anche l'accademico, teologo e apologista Fulcran Vigouroux nel suo Dictionnaire de la Bible sostiene lo stesso punto di vista di Bullinger, sostenendo che il voto di Iefte non riguardava il sacrifico umano della figlia.
Il teologo e studioso biblico Adam Clarke (1762-1832), nel suo Commentario del libro biblico di Giudici sostiene invece che non ci fu nessun sacrificio umano proprio perché erano le stesse precise leggi di Dio date ad Israele a vietarlo, e che il sacrifico di Isacco non può essere usato come precedente di un sacrificio umano, dato che secondo il racconto Dio mandò un angelo a fermare la mano di Abramo, e il suo sacrificio fu proposto solo come prova della fede del patriarca. Questi argomenti, ad avviso di Clark, sono decisivi contro la supposizione che Iefte fece un sacrificio umano. Inoltre il sacrificio, che ad avviso di Clark consistette nel voto di celibato della figlia, per soddisfare quella legge, non poteva essere fatto contro la volontà della figlia stessa, così com'è dimostrato dalla storia e dalla considerazione che la figlia di Iefte ebbe dalle figlie di Israele per aver adempiuto il suo dovere filiale. Considerazione che, come la storia di Giudici dimostra, veniva manifestata ogni anno in una commemorazione di quattro giorni in ricordo della sua scelta.

### Iefte nella musica
- Giacomo Carissimi, Jephte o  Historia di Jephte, oratorio[30]: Carissimi è il primo compositore di oratori e lo Jephte è uno dei più importanti oratori composti nel '600. In modo anormale, l'historicus, la voce narrante, è qui un contralto o un coro. Athanasius Kircher identificò nell'opera tre momenti principali (momento guerresco, momento dell'esultanza e momento del dolore), evidenziando il cambiamento di tonalità (mutatio toni) a livello di accordo maggiore/minore fra il secondo e il terzo momento.
- Georg Friedrich Händel, Jephta, oratorio su libretto di Thomas Morell
- Giacomo Meyerbeer, Jephtas Gelübde (il voto di Iefte), opera su libretto di Aloys Schreiber
- Baldassare Galuppi, Il sacrifizio di Jephte o Jephte ossia Il trionfo della religione oratorio
- Wolfgang Stockmeier, Jefta und seine Tochter. Oratorische Szenen für Soli, Chor und Orchester (Jefte e sua figlia, oratorio per soli, coro e orchestra; testo di Lion Feuchtwanger, tratto dal romanzo Jefte e sua figlia dello stesso Feuchtwanger).[31]